# Piotr Usłar
Piotr Uslar (ros. Пётр Ка́рлович У́слар; ur. 20 sierpnia?/1 września 1816 w Twerze, zm. 20 czerwca 1875 tamże) – rosyjski generał, inżynier i językoznawca niemieckiego pochodzenia, zasłużony badacz języków kaukaskich oraz etnografii ludów Kaukazu. Członek-korespondent Petersburskiej Akademii Nauk (od 1868 r.).

## Życiorys
Piotr Uslar urodził się w majątku Kurowo w guberni twerskiej. W latach 1837–1840 służył jako inżynier na północnym Kaukazie, później ukończył Akademię Sztabu Generalnego i odbył kilka podróży zagranicznych. W 1850 został członkiem Wydziału Kaukaskiego Rosyjskiego Towarzystwa Geograficznego. W 1858 r. został poproszony o napisanie historii Kaukazu. Praca nad zbieraniem materiałów doprowadziła do rozbudzenia zainteresowania językami kaukaskimi. Szczegółowym badaniom nad językami północnego Kaukazu i Dagestanu poświęcił Uslar 11 lat wytrwałych studiów, co w efekcie zaowocowało ogromnym wkładem w poznanie i opisanie wielu języków regionu. Jest to tym cenniejsze, iż większość tych języków nie posiadała podówczas piśmiennictwa. Uslar dokonał opisu wielu języków kaukaskich, sporządzając szkice ich gramatyk oraz przygotowując dwujęzyczne słowniczki.
Uslar pozostawił materiały dotyczące m.in. języków: abchaskiego, ubychskiego, swańskiego, czeczeńskiego, awarskiego, lakijskiego, tabasarańskiego, lezgińskiego, dargińskiego, a także – spośród języków dagestańskich – arczyńskiego. Wiele spośród prac Uslara wydano dopiero pośmiertnie. Uważa się go za jednego z twórców językoznawstwa kaukaskiego. Prace Uslara nie straciły wartości do dzisiaj, ponieważ w wielu wypadkach zawierają najstarsze zapisy niektórych języków. Zebrane materiały mogą także służyć do badań diachronicznych nad poszczególnymi językami.